# 北京国际电影节
北京国际电影节（英語：Beijing International Film Festival）创办于2011年，是在中国国家电影局指导下，由北京市人民政府、中央广播电视总台主办的大型国际电影活动。电影节以“共享资源，共赢未来”为活动主旨，旨在汇聚世界电影优秀成果，增进国际电影交流合作，推动跨区域、跨文化的电影传播，实现电影人和电影资本的跨文化合作，拓展国产电影国际传播空间、推动中国电影“走出去”。
北京国际电影节在每年4月中旬举办，为期8天左右，其间影片竞赛、电影展映、市场会展等同时进行。北京国际电影节分为“天坛奖”主竞赛、“注目未来”、“北京展映”、“北京市场”、“北京策划·主题论坛”、“电影大师班”、“大学生电影节”等单元。其中“天坛奖”是电影节的最高奖项，以“天人合一，美美与共”为核心价值理念，旨在发现全球最新佳作，鼓励电影多样性。

## 标志
电影节的标志是一枚有着七彩叶片的风车，七枚叶片代表电影是世界的第七大艺术。每枚叶片上都有胶片的齿孔，意为每枚叶片都是城市的一个剪影，代表城市的进步与电影文化的发展之间的某种关联性，“转动的风车寓意着吉祥如意，也预示着电影产业有巨大的发展空间”。

## 主旨
“共享资源，共赢未来”为电影节活动主旨，旨在汇聚世界电影优秀成果，增进国际电影交流合作，通过搭建一个电影艺术观看、交流、交易的资源分配平台，推动跨区域、跨文化的电影传播，实现电影人和电影资本的跨文化合作，拓展国产电影国际传播空间、推动中国电影“走出去”。
“大师（Master）”“大众（Mass）”“大市场（Market）”为电影节的定位和办节风格，意在集聚大师、致敬大师、培养未来大师，吸引大众、服务大众、引领大众电影文化消费，构建大市场体系、深化大市场运作、发挥大市场功能。
天坛奖是电影节的最高奖项，以“天人合一，美美与共”为核心价值理念，旨在发现荟萃全球最新佳作，鼓励电影多样性。

## 主体活动

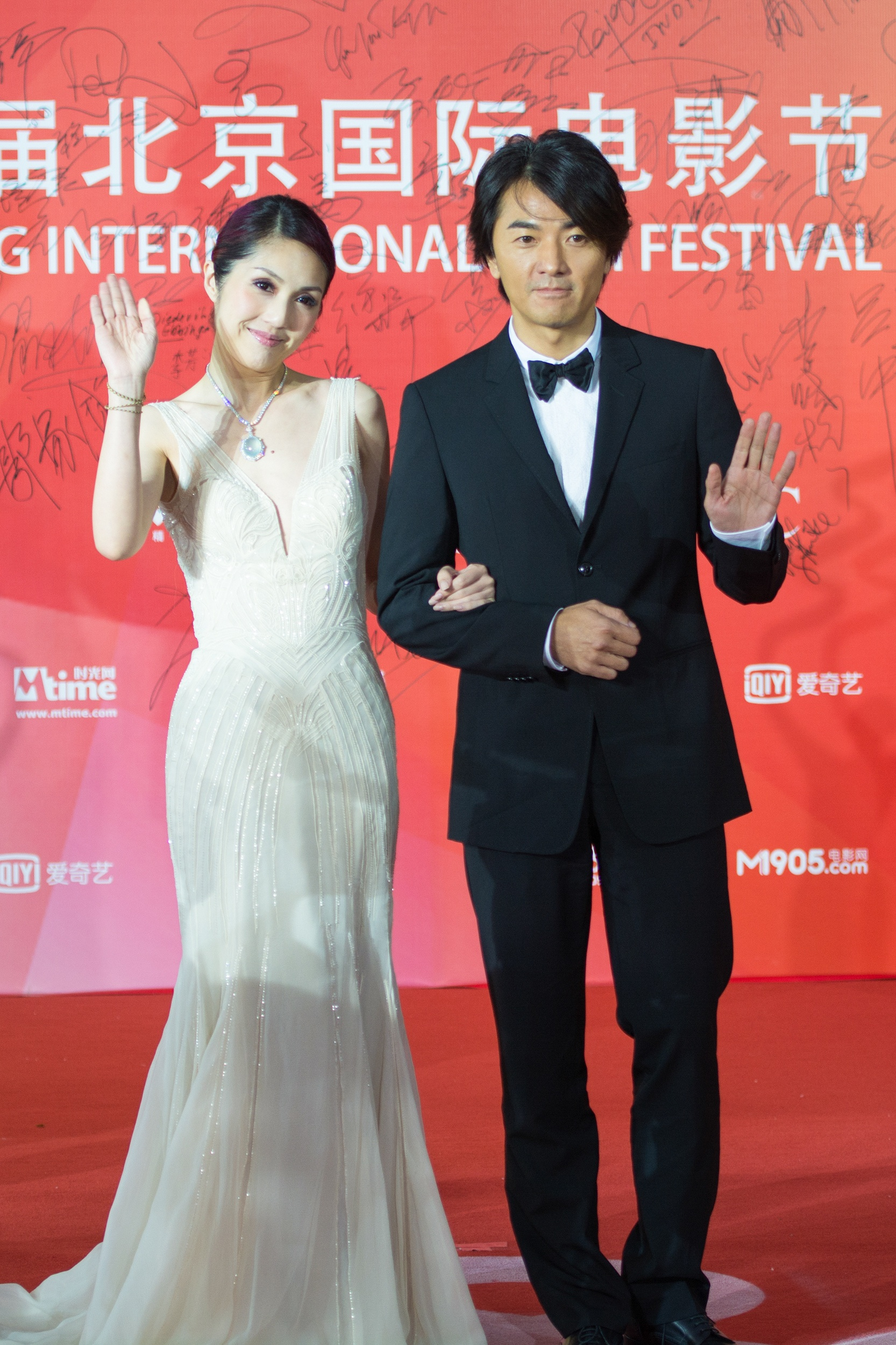
北京國際電影節

北京国际电影节分为”天坛奖“主竞赛、“注目未来”、“北京展映”、“北京市场”、”北京策划·主题论坛“、”电影大师班“、“电影嘉年华”、“大学生电影节”等单元。

### 竞赛单元
“天坛奖”主竞赛单元与“注目未来”单元共同构成了北京国际电影节的竞赛单元。
“天坛奖”创立于2012年，2013年正式开始进行评选。“天坛奖”秉承“天人合一、美美与共”的价值理念，以国际视野，规范程序、专业水准评选，评委由国际电影界名家大师组成，旨在发现荟萃全球最新佳作，鼓励电影多样性，为北京国际电影节最高奖项。
天坛奖奖杯的设计思想，源于天坛奖“天人合一、美美与共”的核心价值理念。奖杯整体高度为45厘米，其中基座高9厘米，杯身高36厘米，都是“9”的倍数，喻指天坛奖的至高荣誉。“9”谐音“天长地久”也是人们崇尚吉祥之涵义。
“注目未来”单元于2014年设立，以“鼓励电影创新精神，激发电影艺术的创造活力；发现、推出电影新人，捕捉国际电影未来的潮流与趋向，展示电影艺术丰富多元的文化内涵，增进各国青年影人间的合作与交流”为宗旨。本单元致力于鼓励新导演和原创精神，入围影片须为导演的第一部或第二部剧情长片作品。

### 北京展映
“北京展映”单元是北京国际电影节影迷参与度最高的单元，举办期间，会在北京几十家参展影院展映中外数百部佳片，包含评委会主席、经典修复、致敬影人、焦点影人、环球视野、华语力量等十几个展映子单元，及面向观众的近百场主创见面会，是中国规模最大的国际影展之一。

### 北京市场
“北京市场”单元前身为"电影市场"，2019年起更名为“北京市场”，包含招商展会、项目创投、行业对话、特约活动、签约仪式、影片推介会等板块，旨在以“展示、推介、交流、交易”为主题，搭建起“电影要素”“项目创投”和“版权交易”三大平台，覆盖电影全产业链，促进影视产业发展，是亚洲最活跃的电影市场之一。

### 北京策划·主题论坛
“北京策划·主题论坛”单元旨在推动电影理念、艺术和技术的国际交流，增进中国电影界对国际电影业的了解与借鉴，促进国内外电影合作，探讨电影艺术与技术的最新发展。

### 电影大师班
“电影大师班”单元通过邀请国内外杰出电影人通过讲座与对谈，对电影创作地经验与理念，电影发展的机遇与挑战等话题进行深入地交流，分享他们最真实的职业历程和最宝贵的人生经验，传承影像与故事的宝贵精神财富，是电影人与影迷沟通的桥梁。

### 大学生电影节
大学生电影节全名北京大学生电影节，创立于1993年，致力于激励大学生群体对中国电影的关注和热爱，发掘年轻一代大学生中的电影理论与批评人才，推动中国电影理论人才的培养储备和电影评论事业的发展。自2011年北京国际电影节创办起，合并为北京国际电影节的平行单元之一。

## 奖项设置
| “天坛奖”主竞赛单元奖项 (2012年设立，2013年评奖) | 1、最佳影片奖 2、最佳导演奖 3、最佳男主角奖 4、最佳女主角奖 5、最佳男配角奖 6、最佳女配角奖 7、最佳编剧奖 8、最佳摄影奖 9、最佳音乐奖 10、最佳视觉效果奖 |
| “注目未来“单元奖项 (2014年评奖)                 | 1、最受注目影片 2、最受注目导演 3、最受注目编剧 4、最受注目女演员 5、最受注目男演员 6、最受注目艺术贡献 7、评审团特别提及影片                            |

### 天坛奖评委会
| 届数 | 主席              | 成员                                                                                        |
| ---- | ----------------- | ------------------------------------------------------------------------------------------- |
| 3    | 尼基塔·米哈尔科夫 | 张一白、艾维尔·本杰明、姜帝圭、顾长卫、杰夫·布朗、卡梅隆·贝利                               |
| 4    | 吴宇森            | 安德鲁斯·文森特·戈麦斯、宁浩、陆川、玛莉亚·格拉琪亚·古奇诺塔、费利普·弥勒、拉库马·希拉尼    |
| 5    | 吕克·贝松         | 费多尔·邦达尔丘克、周迅、陈可辛、罗伯特·马克·卡门、金基德、费尔南多·梅里尔斯                |
| 6    | 布莱特·拉特纳     | 陈德森、弗洛里安·亨克尔·冯·多纳斯马尔克、柯内流·波蓝波宇、泷田洋二郎、丹尼斯·塔诺维奇、许晴 |
| 7    | 比利·奥古斯特     | 张婉婷、保罗·德尔·布洛科、罗伯·明可夫、让·雷诺、拉杜·裘德、蒋雯丽                           |
| 8    | 王家卫            | 罗伯·科恩、段奕宏、詹恩·凯兹梅利克、卡林·皮特·内策尔、鲁本·奥斯特伦德、舒淇                 |
| 9    | 罗伯·明可夫       | 西尔维奥·盖约齐、曹保平、谢尔盖·德瓦茨沃伊、刘嘉玲、马基德·马基迪、西蒙·韦斯特              |
| 11   | 巩俐              | 陈坤、陈正道、雷尼·哈林、娜丁·拉巴基、乌尔善、张颂文                                        |
| 12   | 李雪健            | 郭帆、柯文思、卢奎西亚·马特尔、米开朗基罗·弗兰马汀诺、秦海璐、吴京                          |
| 13   | 张艺谋            | 费尔南多·胡安·利马、关锦鹏、那达夫·拉皮德、萍帕卡·托维拉、张颂文、周冬雨                    |
| 14   | 艾米尔·库斯图里察 | 大卫·怀特、费翔、杰茜卡·豪斯纳、卡洛斯·沙尔丹哈、马丽、朱一龙                               |

## 开闭幕片
| 届数 | 开幕影片                             | 闭幕影片               |
| ---- | ------------------------------------ | ---------------------- |
| 2    | 阿斯哈·法哈蒂《一次别离》            |                        |
| 3    | 戴维·欧文·拉塞尔《乌云背后的幸福线》 |                        |
| 4    | 克里斯多夫·甘斯《美女与野兽》        | 陈正道《催眠大师》     |
| 5    | 塔维亚尼兄弟《十日谈》               | 梁乐民、陆剑青《赤道》 |
| 6    | 薛晓路《北京遇上西雅图之不二情书》   |                        |
| 7    | 许宏宇《喜欢·你》                    | 陈正道《记忆大师》     |
| 8    | 任鹏远《幕后玩家》                   | 哈斯朝鲁《战神记》     |
| 9    | 西尔扎提·亚合甫《音乐家》            | 阿南德·雷《从零开始》  |
| 10   |                                      |                        |
| 11   | 陈凯歌、徐克、林超贤《长津湖》       | 娄烨《兰心大剧院》     |
| 12   | 尔冬升《海的尽头是草原》             |                        |
| 13   | 陆川《北京2022》                     | 刘晓世《长空之王》     |
| 14   | 顾晓刚《草木人间》                   |                        |

## 历届影展

### 第一届
于2011年4月23日至4月28日举办。

### 第二届
于2012年4月23日至4月28日举办，以北京奥林匹克公园为主场地。

### 第三届
于2013年4月16日至4月23日举办，从本届开始设立了主竞赛单元“天坛奖”，它将成为北京电影节的常设主体活动，每年一届，包括最佳影片奖、最佳导演奖、最佳男主角奖、最佳女主角奖、最佳男配角奖、最佳女配角奖、最佳编剧奖、最佳摄影奖、最佳音乐奖和最佳视觉效果奖共10个奖项。开幕式在天坛公园祈年殿举行。
这届共收到了56个国家、地区的531部影片报名参赛，有15部影片入围主竞赛单元角逐“天坛奖”十个奖项。

### 第四届
于2014年4月16日至4月23日举办，本届共计“天坛奖”评奖、开幕式、北京展映、北京论坛、北京电影市场、电影嘉年华、闭幕式暨颁奖典礼七大主体活动。增设了顾问委员会以及“记录佳作”、“华语电影新焦点”、“注目未来”三项单元项目。

### 第五届
2015年4月16日到23日在北京电影学院举行。“注目未来”展映单元今年首次设立最佳影片、最佳导演、最佳编剧这三个奖项，每个奖项各设立一万美元奖金。

### 第六届
2016年4月16日到23日举行。

### 第七届
2017年4月16日到23日举行，丹麦导演比利·奥古斯特担任“天坛奖”国际评委会主席。

### 第八届
2018年4月15日到22日在北京雁栖湖国际会展中心举行，主题为“砥砺·使命”。其中“天坛奖”共收到来自六大洲、71个国家和地区的659部影片报名参评。

### 第九届
2019年4月13日到20号在国家中影数字制作基地举行，主题为“家·国”。主竞赛单元“天坛奖”共收到85个国家和地区的775部影片报名参赛。

### 第十届
受疫情影响，时间推迟到2020年8月22日到29日在北京举行，主题为“梦圆·奋进”，海报主题为“源远流长”。吴京担任本届电影节形象大使。

### 第十一届
受疫情影响，时间从原本的2021年8月推迟到2021年9月21日到29日在北京举行，海报主题为“合力生光”。

## 历届获奖名單

### 第3届
| 獎項                                           | 獲獎名單                                          |
| 第3届 2013年4月16日－23日 主竞赛单元——“天坛奖” |                                                   |
| 最佳影片                                       | 《一九四二》（中国）                              |
| 最佳导演                                       | 凯特·休特兰，《少女洛荷》(德国/澳大利亚/英国)     |
| 最佳男演员                                     | 特伦斯·斯坦普，《献给爱妻的歌》(英国/德国)        |
| 最佳女演员                                     | 颜丙燕 《万箭穿心》（中国）                       |
| 最佳编剧                                       | 保罗·安德鲁·威廉姆斯，《献给爱妻的歌》(英国/德国) |
| 最佳男配角                                     | 瓦哈格·西蒙恩《父辈足迹》 (亚美尼亚)              |
| 最佳女配角                                     | 海伦娜·伯翰·卡特《远大前程》(英国)                |
| 最佳摄影                                       | 亚当·阿卡波《少女洛荷》 (德国/澳大利亚/英国)      |
| 最佳音乐                                       | 《父辈足迹》 (亚美尼亚)                           |
| 最佳视觉效果                                   | 《一九四二》（中国）                              |
| 评委会特别奖                                   | 《求主垂怜》(加拿大/法国)                         |

### 第4届
| 獎項                      | 獲獎名單                                   |
| 第4届 2014年4月16日－23日 |                                            |
| 最佳影片                  | 《寻子记》导演：瑞奇·梅塔（加拿大、印度）  |
| 最佳导演                  | 王家卫《一代宗师》（中国/中国香港）        |
| 最佳编剧                  | 周智勇、张冀、林爱华《中国合伙人》（中国） |
| 最佳男主角                | 纪尧姆·古依《声梦奇遇》（法国）            |
| 最佳女主角                | 章子怡《一代宗师》 （中国）                |
| 最佳男配角                | 艾伦·里克曼《爱的承诺》（法国）            |
| 最佳女配角                | 李来（李甄）《素媛》（韩国）               |
| 最佳摄影                  | 菲利浦·勒素《一代宗师》（中国香港）        |
| 最佳音乐                  | 《声梦奇遇》（法国）                       |
| 最佳视觉效果              | 《火箭》（澳大利亚）                       |

### 第5届
| 獎項                      | 獲獎名單                            |
| 第5届 2015年4月16日－23日 |                                     |
| 最佳影片                  | 《暮年困境》（墨西哥）              |
| 最佳导演                  | 让·雅克·阿诺 《狼图腾》（法国）     |
| 最佳男主角                | 阿尔捷米·齐平《白夜》               |
| 最佳女主角                | 尤利娅·别列希尔德《女狙击手》       |
| 最佳男配角                | 梁家辉《智取威虎山》                |
| 最佳女配角                | 艾娃·班德尔《孩子》                 |
| 最佳编剧                  | 马雷克·雷斯卡克《孩子》             |
| 最佳摄影                  | 托马斯·斯诺内克·阿斯科《孩子》      |
| 最佳视觉效果              | 郭建全 、克里斯蒂安·拉鲁 《狼图腾》 |
| 最佳音乐                  | 《格鲁伯·特蒙特》                   |

### 第6届
| 獎項                      | 獲獎名單                                    |
| 第6届 2016年4月16日－23日 |                                             |
| 最佳影片                  | 《帮派》（阿根廷）                          |
| 最佳导演                  | 克里斯蒂娜·罗森达尔《理想主义者》 （丹麦）  |
| 最佳男主角                | 路易斯·霍夫曼《地雷区》（丹麦）             |
| 最佳女主角                | 多洛莉丝·房兹《帮派》                       |
| 最佳男配角                | 金士杰《师父》 （台湾）                     |
| 最佳女配角                | 克捷万·特斯克哈卡娅《命运女神》（格鲁吉亚） |
| 最佳编剧                  | 桑迪亚哥·米特雷、马利亚诺·林纳斯《帮派》    |
| 最佳摄影                  | 马里乌斯·潘度卢《喝彩》 （罗马尼亚）        |
| 最佳音乐                  | 苏内·马丁《地雷区》                         |
| 最佳视觉效果              | 《滚蛋吧！肿瘤君》                          |

### 第7届
| 獎項                      | 獲獎名單                              |
| 第7届 2017年4月16日－23日 |                                       |
| 最佳影片                  | 《卢卡》（格鲁吉亚）                  |
| 最佳导演                  | 《他人之屋》（格鲁吉亚）              |
| 最佳男主角                | 范伟《不成问题的问题》（中国）        |
| 最佳女主角                | 戈拉布·阿迪娜《姐姐》（伊朗）         |
| 最佳男配角                | 加布里埃尔·阿坎德《约翰之子》（法国） |
| 最佳女配角                | 莉娅·卡帕纳德泽《卢卡》（格鲁吉亚）   |
| 最佳编剧                  | 梅峰《不成问题的问题》（中国）        |
| 最佳摄影                  | 《他人之屋》 （格鲁吉亚）             |
| 最佳音乐                  | 《施毒天使》 （法国）                 |
| 最佳视觉效果              | 《奥托·布鲁姆的一生》（澳大利亚）     |

### 第8届
| 獎項                      | 獲獎名單                                         |
| 第8届 2018年4月15日－22日 |                                                  |
| 最佳影片                  | 《惊慌妈妈》（格鲁吉亚、爱沙尼亚）               |
| 最佳导演                  | 玛丽安·卡琪瓦尼 《妈妈》（格鲁吉亚）             |
| 最佳男主角                | 乔·科尔 《目视朱丽叶》（加拿大）                 |
| 最佳女主角                | 娜塔·墨文耐兹 《惊慌妈妈》（格鲁吉亚、爱沙尼亚） |
| 最佳男配角                | 保罗·贝坦尼 《旅程尽头》（英国）                 |
| 最佳女配角                | 米纳·撒达提 《灼热之夏》                         |
| 最佳编剧                  | 《证言》（奥地利）                               |
| 最佳摄影                  | 《妈妈》（格鲁吉亚）                             |
| 最佳音乐                  | 《旅程尽头》 （英国）                            |
| 最佳视觉效果              | 《红海行动》（中国）                             |

### 第9届
| 獎項                      | 獲獎名單                                    |
| 第9届 2019年9月21日－29日 |                                             |
| 最佳影片                  | 《幸运儿彼尔》（丹麦）                      |
| 最佳导演                  | 《日暮》拉斯洛·奈迈施（匈牙利）             |
| 最佳男主角                | 《侍者》阿里斯·瑟夫塔利斯（希腊）           |
| 最佳女主角                | 《德黑兰，爱之城》弗鲁格·凯哲贝格里（伊朗） |
| 最佳男配角                | 《战火星球》约翰·亨肖（德国/英国）          |
| 最佳女配角                | 《第十一回》窦靖童（中国）                  |
| 最佳编剧                  | 《第十一回》（中国）                        |
| 最佳摄影                  | 《恐惧》尼克·普利文（印度）                 |
| 最佳音乐                  | 《侍者》科蒂·K（希腊）                      |
| 最佳视觉效果              | 《流浪地球》（中国）                        |

### 第11届
| 獎項                       | 獲獎名單                                           |
| 第11届 2021年9月21日－29日 |                                                    |
| 最佳影片                   | 《云霄之上》（中国）                               |
| 最佳导演                   | 《攻城日记》安德烈·扎伊采夫（俄罗斯）              |
| 最佳男主角                 | 《云霄之上》团体男演员（中国）                     |
| 最佳女主角                 | 《坠雪少女》诺亚·阿比塔（法国）                    |
| 最佳男配角                 | 《此时此爱》沙哈布·侯赛因（芬兰）                  |
| 最佳女配角                 | 《信誓》娜娜·斯卡劳浦·沃斯（丹麦）                 |
| 最佳编剧                   | 《信誓》克里斯蒂安·托普（丹麦）                    |
| 最佳摄影                   | 《云霄之上》宓鑫君（中国）                         |
| 最佳音乐                   | 《此时此爱》图奥马斯·尼基宁、林达·阿恩吉尔（芬兰） |
| 最佳视觉效果               | 空缺                                               |

### 第12届
| 獎項                       | 獲獎名單                                                |
| 第12届 2022年8月13日－20日 |                                                         |
| 最佳影片                   | 《一个不愿看泰坦尼克号的盲人》（芬兰）                  |
| 最佳导演                   | 《真正的家人》法比安·吉尔吉特（法国）                   |
| 最佳男主角                 | 《一个不愿看泰坦尼克号的盲人》佩特里·波伊科莱宁（芬兰） |
| 最佳女主角                 | 《妈妈！》吴彦姝（中国）                                |
| 最佳男配角                 | 《我们的家园》桑托斯·肖克（玻利维亚、乌拉圭、法国）     |
| 最佳女配角                 | 《珍妮热线》西格妮·韦弗（美国）                         |
| 最佳艺术贡献奖             | 《摆动》（瑞士）                                        |
| 最佳摄影                   | 《摆动》西尔万·希尔曼 （瑞士）                          |
| 最佳音乐                   | 《全职》伊蕾娜·德雷泽尔（法国）                         |

### 第13届
| 獎項                          | 獲獎名單                                                |
| 第13届 2023年4月22日－4月29日 |                                                         |
| 最佳影片                      | 《惩罚》（智利）                                        |
| 最佳导演                      | 《图腾》莉拉·阿维莱斯（墨西哥）                         |
| 最佳编剧                      | 《白塔之光》张律（中国）                                |
| 最佳男主角                    | 《白塔之光》辛柏青（中国）                              |
| 最佳女主角                    | 《惩罚》安东尼娅·塞赫尔斯（智利） 《曼妙之旅》丽娜·雷诺 |
| 最佳男配角                    | 《白塔之光》田壮壮（中国）                              |
| 最佳女配角                    | 《图腾》蒙特塞拉特·马拉尼翁（墨西哥）                   |
| 最佳艺术贡献奖                | 《白塔之光》                                            |
| 最佳摄影                      | 《白塔之光》朴松日（韩国）                              |
| 最佳音乐                      | 《图腾》托马斯·贝卡                                     |

### 第14届
| 獎項                          | 獲獎名單                              |
| 第14届 2024年4月18日－4月26日 |                                       |
| 最佳影片                      | 《走走停停》                          |
| 最佳导演                      | 《失落的婴儿》卡兰·特吉帕尔（印度）   |
| 最佳编剧                      | 《走走停停》黄佳（中国）              |
| 最佳男主角                    | 《朝云暮雨》范伟（中国）              |
| 最佳女主角                    | 《失落的婴儿》米娅·梅尔策（印度）     |
| 最佳男配角                    | 《直面死亡的男人》亚里·维尔曼（芬兰） |
| 最佳女配角                    | 《走走停停》岳红（中国）              |
| 最佳艺术贡献奖                | 《黎明的一切》                        |
| 最佳摄影                      | 《失落的婴儿》伊沙恩·高希（印度）     |
| 最佳音乐                      | 《直面死亡的男人》马尔科·比斯卡里尼   |